# When You Were Young
"When You Were Young" (у преводу, Кад си био/била млад(а)) је први сингл са другог албума Килерса, Sam's Town (који је изашао 3. октобра 2006. у Сједињеним Државама и 2. октобра у Уједињеном Краљевству). Песма приказује прелазак бенда ка више "америчком" стилу музике, јер се налази на албуму који је наводно под великим утицајем музике Бруса Спрингстина.. Показало се да је ово један од њихових најбољих синглова, као и једини њихов сингл који је достигао прво место на америчкој Modern Rock Tracks листи. Такође је њихов сингл који је достигао највише место у Уједињеном Краљевству и Аустралији (друго и десето).

## Успеси на листама
| Листа (2006) | Највише местп |
| ------------ | ------------- |
|              | 1             |
|              | 1             |
|              | 2             |
|              | 9             |
|              | 10            |
|              | 14            |
|              | 18            |
|              | 25            |

| Недеља         | 01 | 02 | 03 | 04 | 05 | 06 | 07 | 08 | 09 | 10 | 11 | 12 | 13 | 14 | 15 | 16 | 17 | 18 | 19 | 20 |
| -------------- | -- | -- | -- | -- | -- | -- | -- | -- | -- | -- | -- | -- | -- | -- | -- | -- | -- | -- | -- | -- |
| Место на листи | 29 | 29 | 51 | 49 | 52 | 53 | 51 | 32 | 14 | 24 | 28 |    |    |    |    |    |    |    |    |    |

| Недеља         | 01 | 02 | 03 | 04 | 05 | 06 | 07 | 08 | 09 | 10 | 11 | 12 | 13 | 14 | 15 | 16 | 17 | 18 | 19 | 20 |
| -------------- | -- | -- | -- | -- | -- | -- | -- | -- | -- | -- | -- | -- | -- | -- | -- | -- | -- | -- | -- | -- |
| Место на листи | 24 | 10 | 9  | 7  | 4  | 4  | 2  | 1  | 2  | 1  |    |    |    |    |    |    |    |    |    |    |

| Место на листи | 17 | 10 | 10 | 10 |  |  |  |  |  |  |  |  |  |  |  |  |  |  |  |  |

| Недеља         | 01 | 02 | 03 | 04 | 05 | 06 | 07 | 08 | 09 | 10 | 11 | 12 | 13 | 14 | 15 | 16 | 17 | 18 | 19 | 20 |
| -------------- | -- | -- | -- | -- | -- | -- | -- | -- | -- | -- | -- | -- | -- | -- | -- | -- | -- | -- | -- | -- |
| Место на листи | 5  | 2  | 2  | 6  | 8  | 16 |    |    |    |    |    |    |    |    |    |    |    |    |    |    |

| Недеља         | 01 | 02 | 03 | 04 | 05 | 06 | 07 | 08 | 09 | 10 | 11 | 12 | 13 | 14 | 15 | 16 | 17 | 18 | 19 | 20 |
| -------------- | -- | -- | -- | -- | -- | -- | -- | -- | -- | -- | -- | -- | -- | -- | -- | -- | -- | -- | -- | -- |
| Место на листи | 49 | 42 | 28 | 25 |    |    |    |    |    |    |    |    |    |    |    |    |    |    |    |    |